# Canal Machado

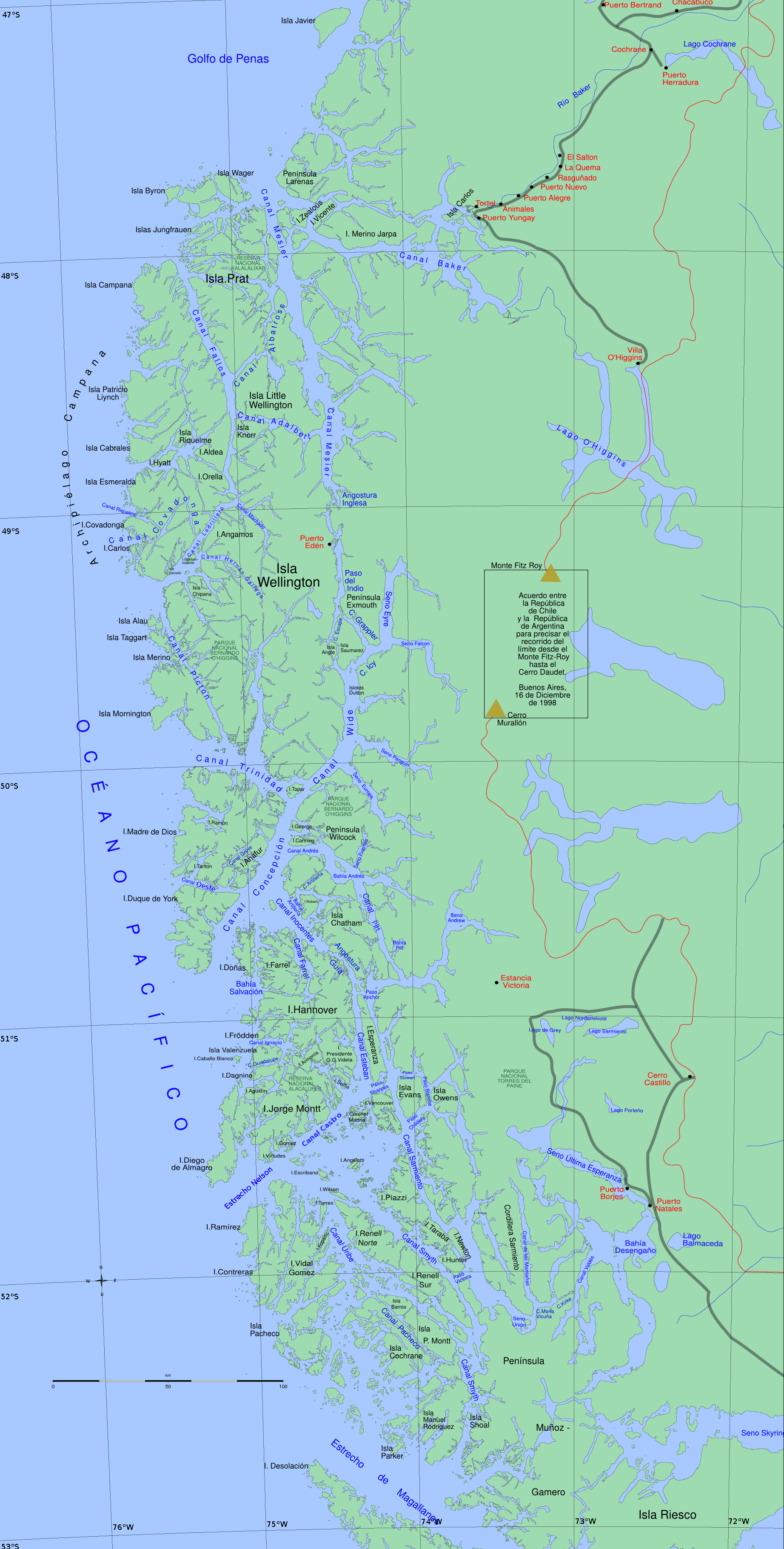
Golfo de Penas - Estrecho de Magallanes

El canal Machado  está situado en el océano Pacífico en la región austral de Chile, al sur del golfo de Penas, es uno de los canales patagónicos secundarios de la Patagonia chilena. 
Administrativamente pertenece a la provincia Última Esperanza de la XII Región de Magallanes y la Antártica Chilena.
Desde hace aproximadamente 6.000 años sus costas fueron habitadas por el pueblo kawésqar. A comienzos del siglo XXI este pueblo había sido prácticamente extinguido por la acción del hombre blanco.

## Recorrido
Mapa del canal
Comienza en 48°58′30″S 75°00′00″O / -48.97500, -75.00000 en el paso The Knick donde se une al canal Ladrillero y termina en 49°18′30″S 74°53′00″O / -49.30833, -74.88333 donde se une al canal Hernán Gallego.
Separa la isla Angamos de la isla Wellington. Su dirección inicial es hacia el SE por unas 10 millas y luego gira hacia el sur por otras 18 millas hasta unirse con el canal Hernán Gallego.
Su longitud es de aproximadamente 28 millas. Es un canal profundo y libre de peligros. Como todos los canales secundarios, se deberá navegar solo si se cuenta con un práctico.

## Geología y orografía
Las tierras de las costas que delimitan el canal son montañosas, altas y acantiladas. Presentan bosques impenetrables. Todas ellas forman parte de las islas que conforman el archipiélago Wellington.

## Puertos y surgideros
Donde se une al canal Hernán Gallego se encuentra puerto Abrigado el cual ofrece un excelente fondeadero en 18 metros de agua con fondo de fango.